# قطعنامه ۸۰۶ شورای امنیت
قطعنامه ۸۰۶ شورای امنیت سازمان ملل متحد که در تاریخ ۰۵ فوریه ۱۹۹۳ تصویب شد، سندی بین‌المللی دربارهٔ عراق-کویت است. این قطعنامه طی نشست ۳۱۷۱ام با ۱۵ رای موافق، ۰ مخالف و ۰ ممتنع تصویب شد.